# Thumatha fumosa
Thumatha fumosa là một loài bướm đêm thuộc phân họ Arctiinae, họ Erebidae.